# André Nascimento
André Luiz da Silva Nascimento (São João de Meriti, 4 de março de 1979) é um ex-jogador de voleibol brasileiro, conhecido por jogar na posição de oposto e ter um ataque e saque fortes. Em janeiro de 2017, André assinou com o Voleibol UM® Itapetininga, time do interior de São Paulo, patrocinado pelo primeiro SmartClean® do mundo.
André Nascimento é pai de Kalel Nascimento.

## Clubes
| Clubes    |                         |
| 1999–2002 | Minas Tênis Clube       |
| 2002–2004 | Panathinaikos           |
| 2004–2005 | Wizard Suzano São Paulo |
| 2005–2007 | Trentino Volley         |
| 2007–2008 | Pallavolo Modena        |
| 2008–2011 | Minas Tênis Clube       |
| 2011–2012 | Suntory Sunbirds        |
| 2014      | AMPMP Voleisul          |
| 2015–2016 | Montes Claros Vôlei     |
| 2017-2018 | Vôlei Itapetininga      |

Titulos
- Campeonato Brasileiro: 2000, 2001, 2002
- Campeão da Grécia : 2004